# Undead (Six Feet Under)
Undead är det amerikanska death metal-bandet Six Feet Unders tolfte fullängdsalbum, som gavs ut i maj 2012 av Metal Blade Records.
Alla texter är skrivna av Chris Barnes och musiken är komponerad av nye gitarristen Rob Arnold. Albumet spelades in i Audio Hammer Studios i Sanford i Florida.

## Låtförteckning
1. "Frozen at the Moment of Death" – 3:42
2. "Formaldehyde" – 2:47
3. "18 Days" – 2:40
4. "Molest Dead" – 3:13
5. "Blood on My Hands" – 3:37
6. "Missing Victims" – 3:57
7. "Reckless" – 3:04
8. "Near Death Experience" – 2:56
9. "The Scar" – 3:07
10. "Delayed Combustion Device" – 3:27
11. "Vampire Apocalypse" – 3:54
12. "The Depths of Depravity" – 3:49

## Medverkande
Musiker (Six Feet Under-medlemmar)
- Chris Barnes – sång
- Steve Swanson – sologitarr
- Rob Arnold – basgitarr, rytmgitarr, sologitarr
- Kevin Talley – trummor

Produktion
- Chris Barnes – producent
- Mark Lewis – producent, ljudtekniker
- Eyal Levi – ljudtekniker, ljudmix
- Chaz Najjar – ljudtekniker
- Rob Arnold – ljudtekniker
- Jason Suecof – ljudmix
- Alan Douches – mastering
- Bryan J. Ames – omslagsdesign, layout
- Dusty Peterson – omslagskonst